# Booth (Alabama)
Booth ist ein gemeindefreies Gebiet im Autauga County im Bundesstaat Alabama in den Vereinigten Staaten.

## Geographie
Booth liegt im Zentrum Alabamas im Süden der Vereinigten Staaten.
Nahegelegene Orte sind unter anderem Prattville (6 km östlich), Autaugaville (8 km südwestlich), Millbrook (15 km östlich), Deatsville (17 km nordöstlich) und Alabamas Hauptstadt Montgomery (18 km südöstlich).

## Geschichte
Der Ort wurde nach der Familie von Charles Booth benannt, die in den 1830er Jahren hierher zogen und Land besaßen. 1899 wurde ein Postamt eröffnet.

## Verkehr
Booth liegt etwa einen Kilometer östlich einer Trasse, auf der der U.S. Highway 82 und die Alabama State Route 6 verlaufen. Wenige Kilometer südöstlich besteht Anschluss an den U.S. Highway 31 und den Interstate 65.
Etwa 8 Kilometer südöstlich befindet sich der Flughafen der Stadt Prattville, Prattville–Grouby Field, sowie 27 Kilometer südöstlich der Regionalflughafen Montgomery.